# Cleisostoma recurvum
Cleisostoma recurvum är en orkidéart som först beskrevs av William Jackson Hooker, och fick sitt nu gällande namn av Ined.. Cleisostoma recurvum ingår i släktet Cleisostoma, och familjen orkidéer. Inga underarter finns listade i Catalogue of Life.

## Bildgalleri

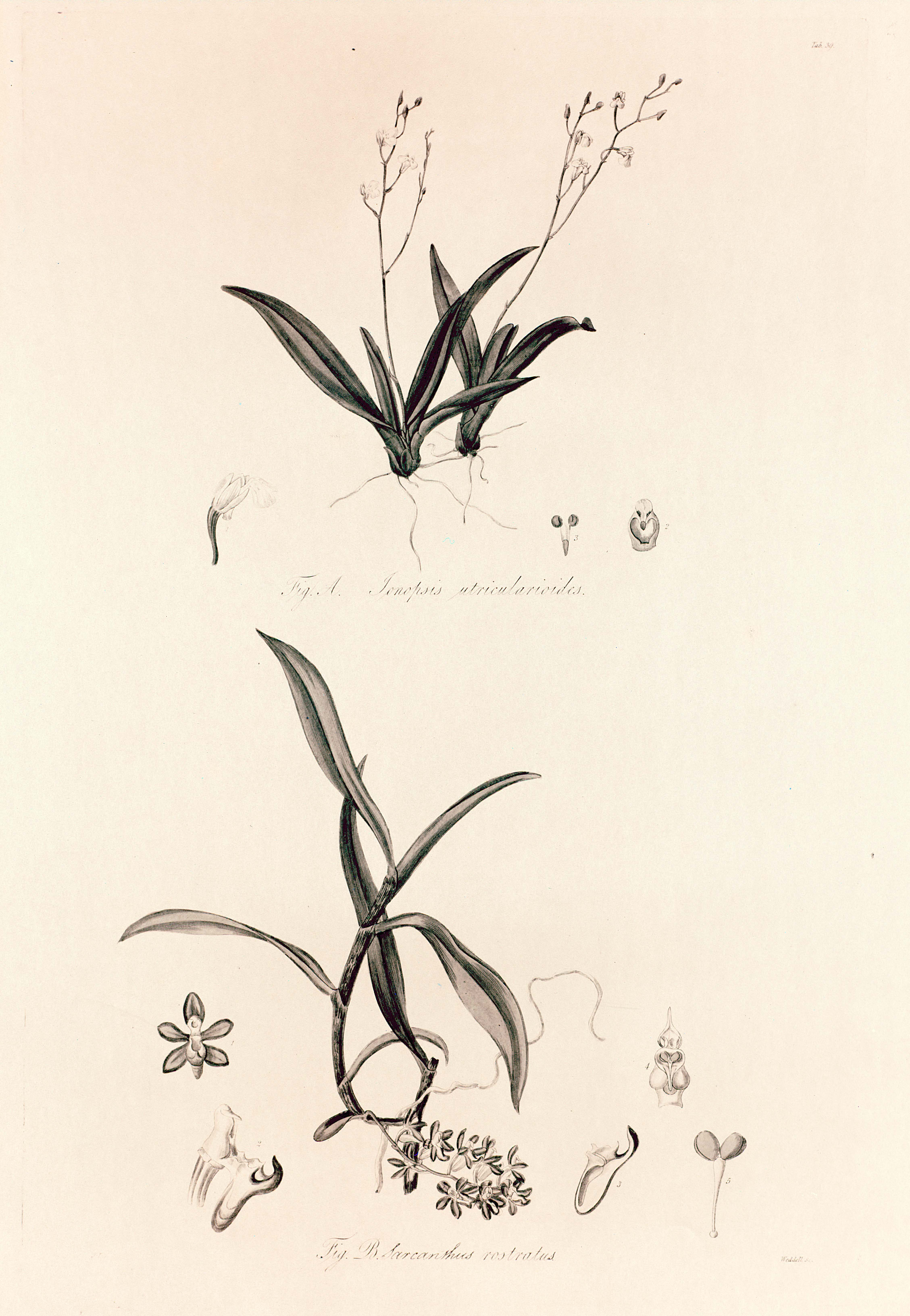